# 東野貴行
東野 貴行 （ひがしの たかゆき、Taka Higashino、1985年3月13日 - ）は日本出身のフリースタイルモトクロス競技者。エックスゲームズなどに参戦している。
東野は7歳のとき、父とともにモトクロスを始め、18歳でプロに転向した。2006年には日本でのスポンサー契約を全て解除、渡米し拠点をアメリカに移した。エックスゲームズへの初参戦は2007年で、結果を出したのは2010年であった。2010年、"Dew Tour Salt Lake City FMX Contest"および"Red Bull XRAY"にて1位を、エックスゲームズのフリースタイルモトクロス、ベストトリック部門 ("FMX Best Trick performance")では銅賞を、そして10月、トランスワールド・モトクロス賞にノミネートされ優勝し、"Breakout FMX Rider of the Year"を受賞した。
2013年6月1日、Red Bull X-Fighters大会が日本で初めて大阪において開催され、決勝ではトム・パジェスとの対戦の結果3-2で勝利、優勝した。得意技はロックソリッドバックフリップ（バックフリップを決めながら、ロックソリッドを決める技）で、彼にしかメイクできない技と言われている。
2015年には日本で初開催となるナイトロ・サーカスの大阪、東京ツアーに参加した。

## 主な成績
- 2010年[9]
  - Dew Tour Salt Lake City FMX Contest - 金賞
  - Red Bull XRAY - 優勝
  - エックスゲーム フリースタイルモトクロス ベストトリック部門 - 銅賞
- 2011年
  - ASA World Championships of FMX - 優勝
  - エックスゲーム フリースタイルモトクロス ベストトリック部門 - 銀賞
- 2012年
  - エックスゲーム フリースタイルモトクロス大会 -金賞
- 2013年
  - エックスゲーム フリースタイルモトクロス ブラジル大会 -金賞
  - Red Bull X-Fighters 大阪大会 - 優勝
- 2016年
  - ナイトロ・ワールドゲームズ FMX（バルボリン提供フリースタイル） - 3位[10]